# Horst Szymaniak
Horst Szymaniak zvaný Schimmi (29. srpen 1934, Oer-Erkenschwick – 9. říjen 2009, Melle) byl německý fotbalista, který reprezentoval někdejší Západní Německo. Hrával na pozici záložníka.
V dresu západoněmecké reprezentace hrál na dvou světových šampionátech, mistrovství ve Švédsku roku 1958 a mistrovství v Chile roku 1962. Celkem za národní tým odehrál 43 utkání a vstřelil 2 góly.
S Interem Milán vyhrál v sezóně 1963/64 Pohár mistrů evropských zemí.
Byl vůbec prvním Němcem, který se začal prosazovat v anketě o nejlepšího fotbalistu Evropy Zlatý míč. Byl do ní nominován pětkrát, roku 1958 byl osmý, roku 1960 devátý, 1959 desátý, 1961 sedmnáctý a v roce 1957 dvacátý.